# Emanuel Minos

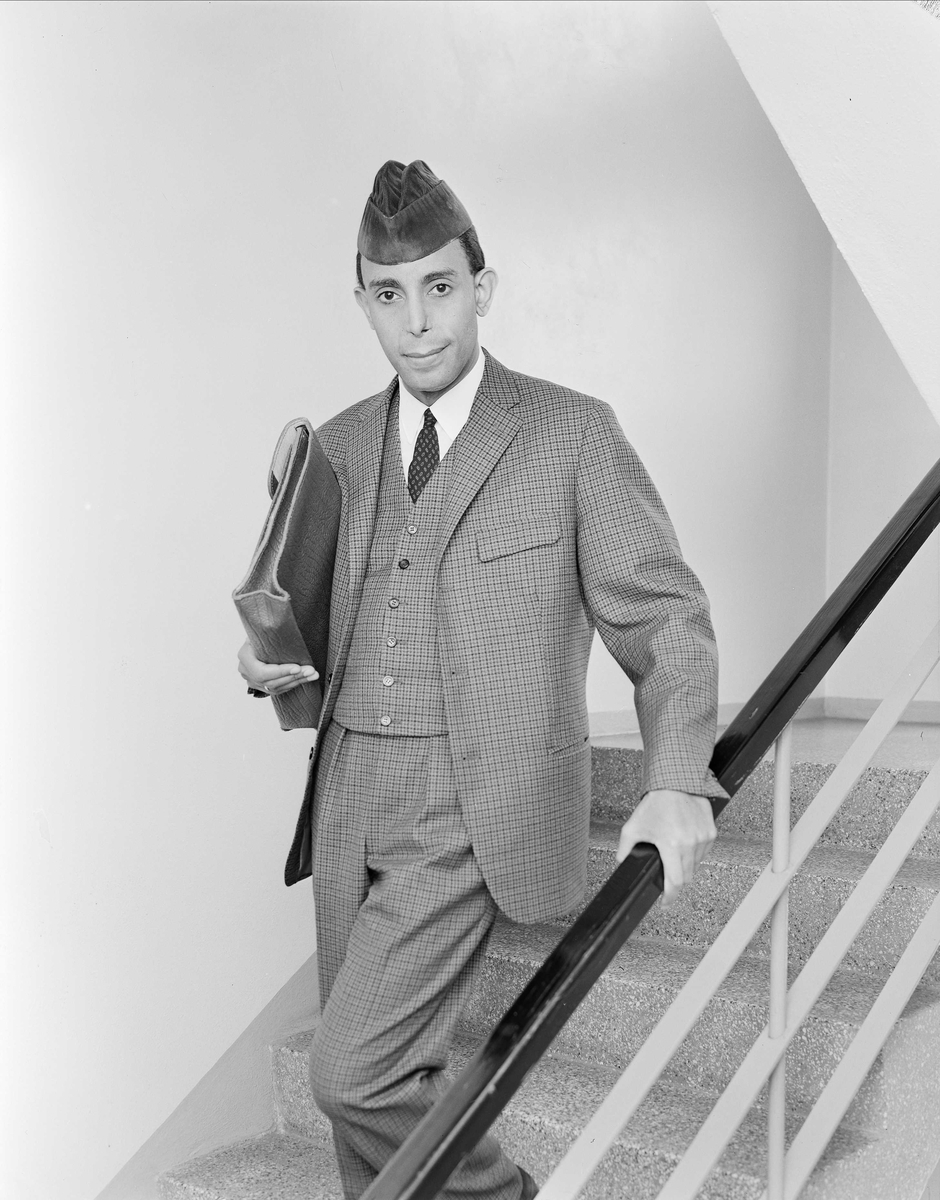
Emanuel Minos 1968.

Emanuel Minos, född 11 juni 1925 i Belgiska Kongo (nuvarande Kongo-Kinshasa), död 15 november 2014, var en norsk teolog och predikant. 
Hans far var grek och hans mor av egyptisk härkomst. Som liten blev han adopterad av norska missionärer och kom till Norge som en av de första som adopterades från ett land utanför Norden. Minos deltog under andra världskriget i den norska motståndsrörelsen. Senare flyttade han till Storbritannien där han studerade bl.a. egyptologi och teologi vid universitet i Oxford där han också blev teologie doktor och senare till USA där han tog ytterligare en doktorsexamen i teologi. Han har i nästan hela sitt liv varit aktiv i den norska pingströrelsen där han verkade fram till sin död. Emanuel Minos var ekumenisk och hade såväl nära vänner i olika kyrkor och samfund och han medverkade också som predikant och talare i olika kyrkor och samfund. Han framträdde också OAS-sammanhang i såväl Norge som i Sverige. Emanuel Minos tilldelades Evangelistfondens hedersstipendium 2012.
Minos var gift med Aase och hade flera barn.